# Geschichte der Salzburger Festspiele

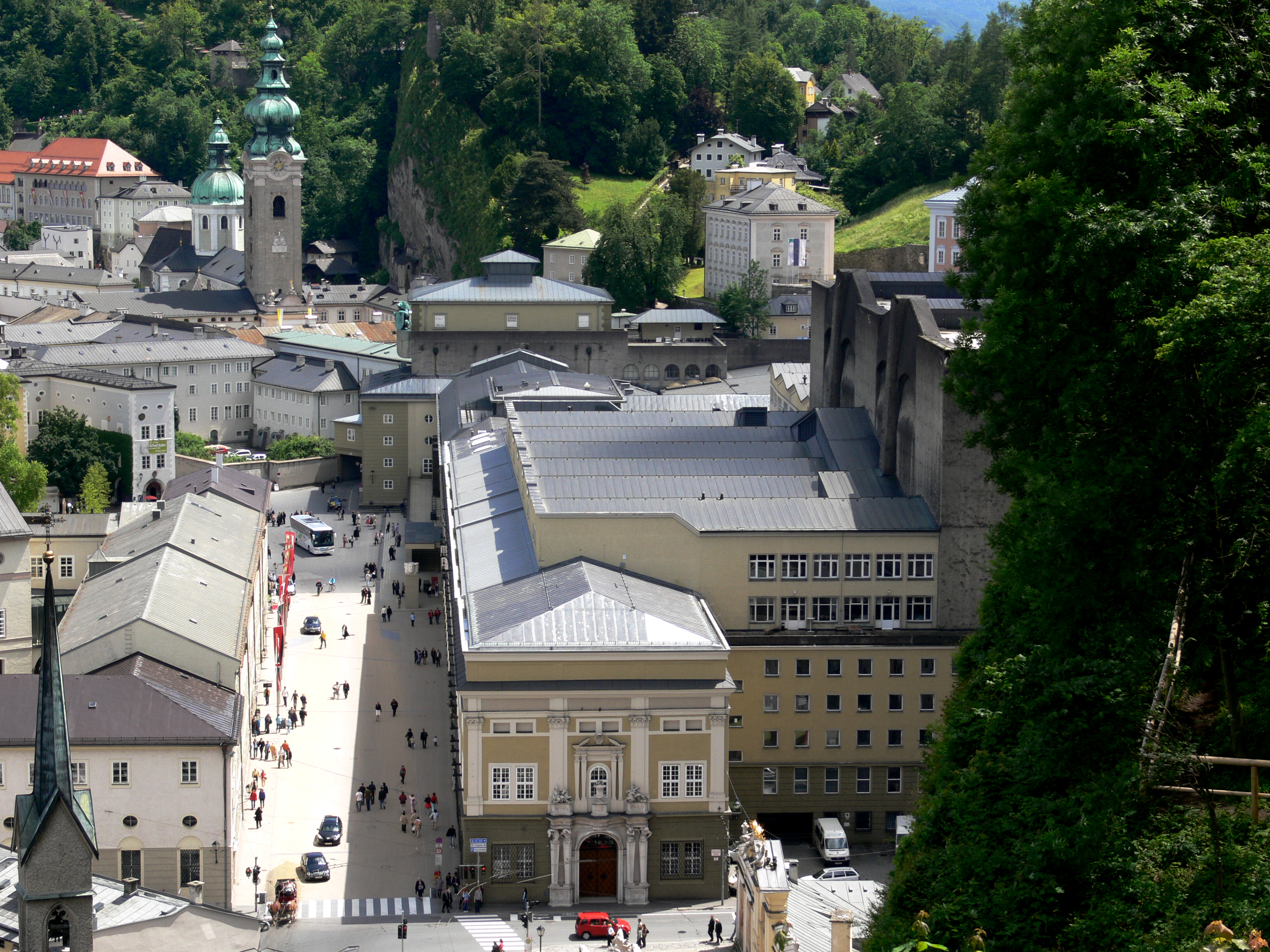
Festspielzentrum ist die Hofstallgasse: Rechts der für die Gasse namensgebende Hofmarstall, zu drei Festspielhäusern umgebaut, dem Großen Festspielhaus (vorne), der Felsenreitschule (in der Mitte zurückversetzt) und dem Haus für Mozart. Teile der Bühnentechnik sind in den Berg hineingebaut. Im Hintergrund die Stiftskirche St. Peter

Die Geschichte der Salzburger Festspiele beginnt am 22. August 1920 mit der Max-Reinhardt-Inszenierung des Jedermann von Hugo von Hofmannsthal am Domplatz. 

## Geschichte

### 1920 bis 1937
Neben Max Reinhardt und Hugo von Hofmannsthal ist die Etablierung der Festspiele hauptsächlich der Arbeit des Komponisten Richard Strauss, des Dirigenten und Wiener Hofoperndirektors Franz Schalk und des Bühnenbildners Alfred Roller zu verdanken. Auf Initiative von Bernhard Paumgartner fanden 1921 neben dem Jedermann erstmals Konzerte (hauptsächlich Kammer- und Orchesterkonzerte) statt. 1922 kamen zu Schauspiel und Konzerten vier Opern von Wolfgang Amadeus Mozart zur Aufführung, womit das Konzept im Wesentlichen stand, das dann ab 1925 erfolgreich umgesetzt wurde. Die Neuerungen dieses Jahres (die Hofstallkaserne wurde als provisorisches Festspielhaus genutzt, das Programm gebündelt in einem Festspielalmanach präsentiert und der Rundfunk eingebunden) gaben den Festspielen einen Schub, nachdem  zuvor 1923 nur die Aufführung von Molières Der eingebildete Kranke finanziert werden konnte und 1924 die Festspiele aus finanziellen Gründen ausgefallen waren. 1926 kam die Felsenreitschule als zweite Spielstätte hinzu.

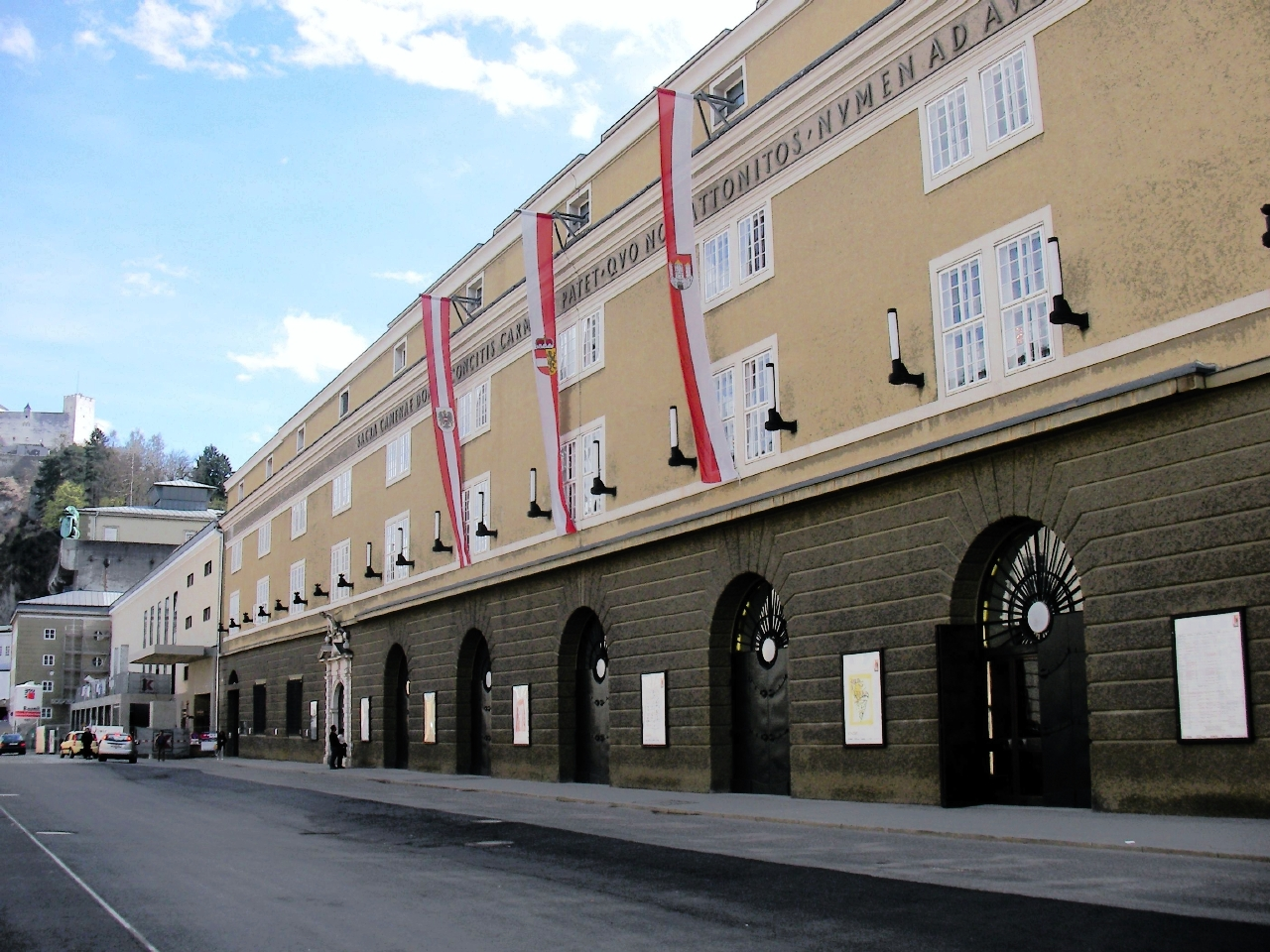
Fürsterzbischöflicher Hofmarstall, heute Großes Festspielhaus

Am 24. August 1925 erfolgte erstmals eine Rundfunkübertragung von den Salzburger Festspielen (Don Juan). 1930 nahmen europaweit bis zu 53 Sender gleichzeitig an einer einzigen Übertragung teil, 1931 waren es 132 Sender, darunter 83 CBS-Stationen in den Vereinigten Staaten.

### 1938 bis 1944
Die Zeit des Nationalsozialismus nach dem „Anschluss“ Österreichs an das Deutsche Reich im Jahr 1938 hatte auch für die Salzburger Festspiele gravierende Folgen. So musste Hofmannsthals Jedermann aus dem Programm genommen werden, Künstler erhielten Aufführungsverbote beziehungsweise gingen ins Exil. Arturo Toscanini, der noch 1937 der prägendste Dirigent gewesen war, lehnte eine weitere Teilnahme ab. Das Kleine Festspielhaus des mittlerweile emigrierten Clemens Holzmeister wurde baulich verändert, um nationalsozialistischer Ästhetik zu entsprechen. Ab 1938 unterstand die Salzburger Festspielhausgemeinde, die Trägerorganisation, dem Gauleiter. Mit Beginn des Zweiten Weltkriegs wurde das Programmangebot deutlich verringert. 1940 hießen die Festspiele „Salzburger Kultursommer“ und dauerten nur noch vierzehn Tage. Zwei Jahre später erfolgte die Liquidation der Salzburger Festspielhausgemeinde. Stattdessen richtete man eine Generalintendanz ein, die Clemens Krauss mit einem Zehn-Jahres-Vertrag übernahm. 1944 konnten die Festspiele, aufgrund einer im Anschluss an das Hitler-Attentat vom 20. Juli 1944 getroffenen Anordnung des Propagandaministers Goebbels, alle Festspiele im Deutschen Reich abzusagen, nicht stattfinden. Lediglich am 14. August dirigierte Furtwängler ein Konzert und am 16. August fand die „öffentliche Generalprobe“ der Strauss-Oper Die Liebe der Danae statt.

### 1945 bis 2001

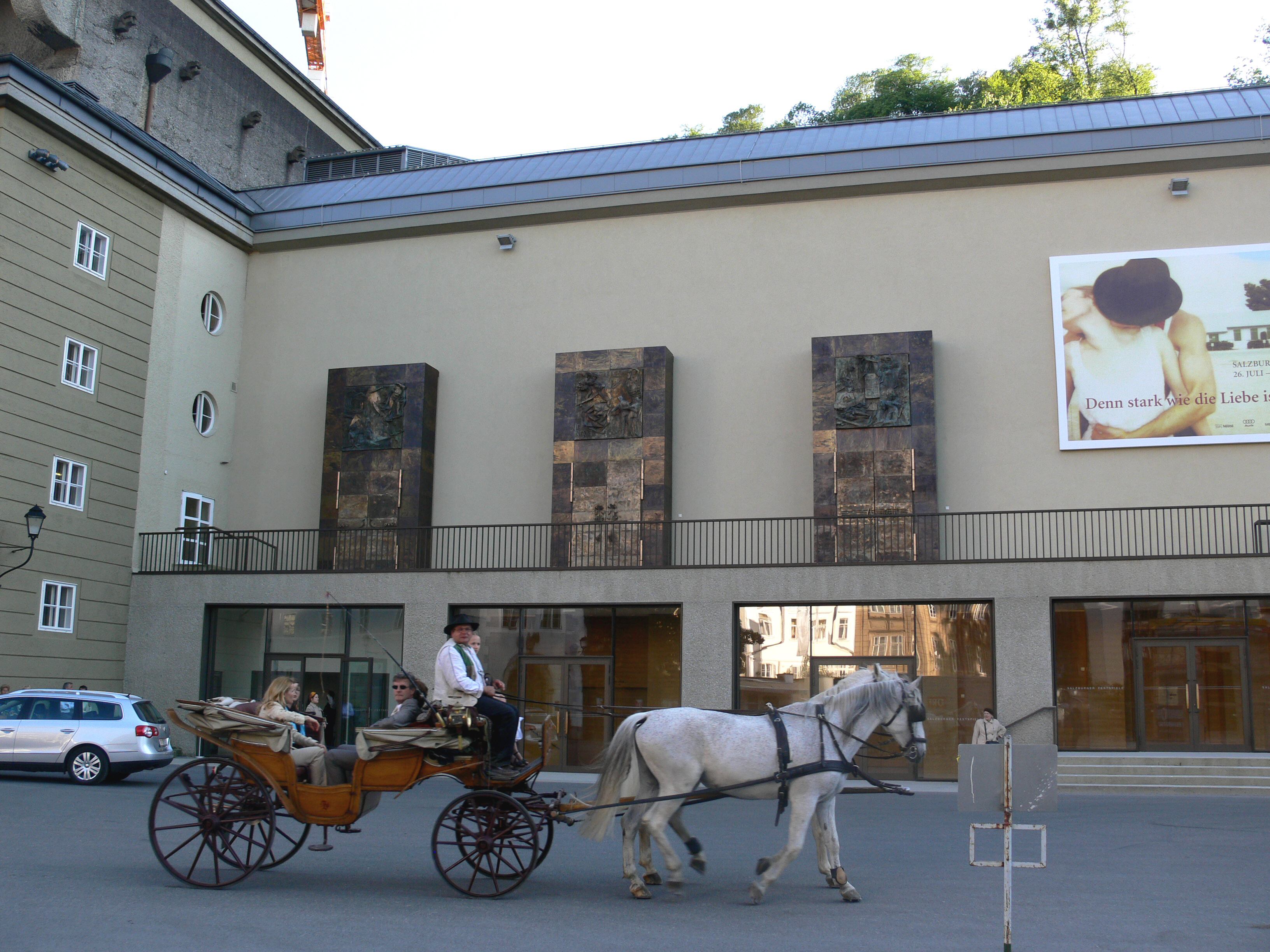
Haus für Mozart, Blick auf den Pausenbalkon

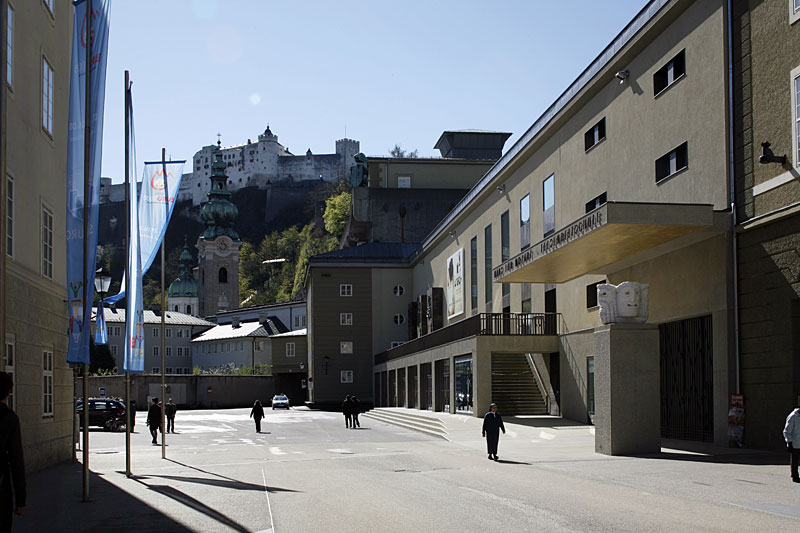
Vorne rechts der gemeinsame Eingang für die Felsenreitschule und das Haus für Mozart.

Nach dem Zweiten Weltkrieg organisierte Otto von Pasetti-Friedenburg die Wiederaufnahme der Salzburger Festspiele bereits im August 1945, wenn auch mit einem stark verknappten Programm. Auch Hofmannsthals Jedermann konnte wieder aufgeführt werden und wird seitdem jedes Jahr gezeigt. Bedeutende Künstler, die in der Zeit des Nationalsozialismus nicht erwünscht waren, kehrten nach Salzburg zurück, beispielsweise Georg Solti oder Rolf Liebermann. In weiterer Folge wurde das Kleine Festspielhaus noch einmal umgebaut und von den nationalsozialistischen Elementen befreit. Vorübergehend wurde erwogen, Bertolt Brecht in die Leitung der Festspiele mit einzubeziehen, was von Gottfried von Einem betrieben wurde. Aus politischen Gründen – Brecht begann zeitgleich mit seiner Arbeit in der DDR – wurde dies vom damaligen Salzburger Landeshauptmann Josef Klaus verhindert.
Die Salzburger Festspiele der zweiten Hälfte des 20. Jahrhunderts wurden vor allem durch die Dirigenten Karl Böhm (1938 bis 1980) und Herbert von Karajan (1960 bis 1989) sowie den belgischen Intendanten Gerard Mortier (1990 bis 2001) geprägt. Karl Böhm prägte – vor allem durch exemplarische Mozart- und Strauss-Aufführungen – in 338 Aufführungen den Salzburger Stil des musikalischen Humanismus. Die Zeit Karajans war bestimmt durch seinen autokratischen Führungsstil, höchste musikalische Qualität und die Verpflichtung internationaler Stars, was gegen Ende seiner Ära zu einer gewissen künstlerischen Stagnation führte. Sowohl Böhm als auch Karajan sind während der Proben zu einer Opernproduktion in Salzburg verstorben. Es blieb Mortier vorbehalten, die Festspiele für neue künstlerische Strömungen zu öffnen und dem Sprechtheater – mit den Schauspieldirektoren Peter Stein und Ivan Nagel – wieder stärkeres Gewicht zu verleihen.

### Im 21. Jahrhundert
Nachfolger Mortiers wurde 2002 Peter Ruzicka, von 2005 bis 2006 war Martin Kušej dessen Schauspieldirektor. Ruzicka setzte 2006 alle 22 Mozart-Opern anlässlich dessen 250. Geburtstages auf den Spielplan, was sowohl in künstlerischer wie wirtschaftlicher Sicht einen Rekordsommer einbrachte.
Von 2007 bis 2010 war Jürgen Flimm Intendant und Thomas Oberender Schauspielchef. Flimm wandte sich in seiner Intendanz wieder mehr dem ursprünglichen Fest-Charakter zu und stellte die Festspiele unter ein jährliches „metaphysisches“ Motto. Seine letzte Saison 2010 stand im Zeichen der Jubiläen „90 Jahre Salzburger Festspiele“ und „50 Jahre Großes Festspielhaus“. Markus Hinterhäuser konnte in der neuen Position des Konzertchefs zeitgenössische Akzente setzen und bekleidete in der Saison 2011 mit Erfolg das Amt des Intendanten.
Seit 2012 ist Alexander Pereira der Intendant der Salzburger Festspiele. Neuer Schauspielchef wurde der Burgschauspieler und Regisseur Sven-Eric Bechtolf, Pereiras Wunschkandidat nach mehrfacher Zusammenarbeit im Zürcher Opernhaus. Pereira verlängerte in seiner ersten Saison die Dauer der Festspiele; durch einen Spielplan populärer Opern wie Carmen, La Bohème, Zauberflöte und die Ankündigung, alle Neuproduktionen nicht wieder aufnehmen zu wollen, entstand ein Nachfrageboom. Noch vor Beginn seiner ersten Saison sorgte Pereira mit einer Rücktrittsdrohung für einen Skandal, nachdem ihm für 2013 nur 60 statt der verlangten 64 Millionen Euro Budget zugestanden worden waren: „Ich werde Alternativen zur Ängstlichkeit aufzeigen.“ Das Publikum – und weitgehend auch die Kritik – gab Pereira Recht, er erzielte bereits in seinem ersten Festspielsommer mit 281.340 Besuchern einen Publikumsrekord.
Die künstlerische Leitung wurde ursprünglich für fünf Jahre bestellt. Nachdem der Salzburger Bürgermeister Heinz Schaden aufgrund der Kontroversen zwischen dem Kuratorium der Festspiele und dem Intendanten über das Budget bereits im Februar 2013 eine Verlängerung des Vertrages mit Alexander Pereira ausgeschlossen hatte, bewarb sich der Intendant für die vakante Leitungsposition an der Mailänder Scala. Nachdem er zu deren Intendanten ab der Spielzeit 2015/16 bestellt wurde, einigten sich Kuratorium und Pereira am 11. Juni 2013 auf eine vorzeitige Vertragsauflösung nach Ende des Festspielsommers 2014. Als Übergangsintendant für die Spielzeiten 2015 und 2016 wurde der Schauspieldirektor Sven-Eric Bechtolf bestellt. Mit Oktober 2016 übernahm Markus Hinterhäuser als Intendant die Leitung der Salzburger Festspiele. Mit Beginn der Intendanz von Markus Hinterhäuser übernahm außerdem Bettina Hering die Leitung des Schauspiels. Florian Wiegand blieb weiterhin Leiter der Konzertabteilung.

### Ouverture spirituelle
Mit Joseph Haydns Die Schöpfung eröffnete der neue Intendant Alexander Pereira am 20. Juli 2012 in Salzburg ein neues Festival im Festival: die Ouverture spirituelle, eine Reihe von Konzerten der Sakralmusik in den Barockkirchen, im Mozarteum und in den Festspielhäusern Salzburgs, die einen besinnlichen Auftakt der Festspiele – noch vor deren offizieller Eröffnung – darstellen sollte. Einerseits knüpfte Pereira an die langjährige Tradition geistlicher Musik im Rahmen der Festspiele an: Mozarts Große Messe in c-Moll KV 417a – 1927 erstmals im Rahmen der Festspiele gespielt – stellt seit 1950 einen alljährlichen Fixpunkt der Salzburger Festspiele dar und wird traditionell in der Stiftskirche St. Peter aufgeführt. Darüber hinaus werden alle großen Werke der Sakralmusik regelmäßig bei den Salzburger Festspielen aufgeführt und werden immer wieder Raritäten vorgestellt. Andererseits gab Pereira der Ouverture spirituelle ein klares, zeitgemäßes Konzept – den Dialog der Religionen, 2012 mit dem jüdischen Glauben, 2013 mit dem Buddhismus, 2014 mit dem Islam.

### Öffnung für Neues
Die Arbeit für und mit der jungen Generation ist seit der Saison 2008 einer der Schwerpunkte des Salzburger Festspielprogramms. Der Nachwuchs soll bewusst gefördert und neues Publikum herangezogen werden (Jugendabos, Verein „Junge Freunde“).
Darüber hinaus haben sich im Laufe der Geschichte verschiedene Schwerpunkte und neue Konzepte etabliert, wie Public Screenings, Begleitprogramme zu Produktionen und die Einbindung der ganzen Stadt Salzburg.

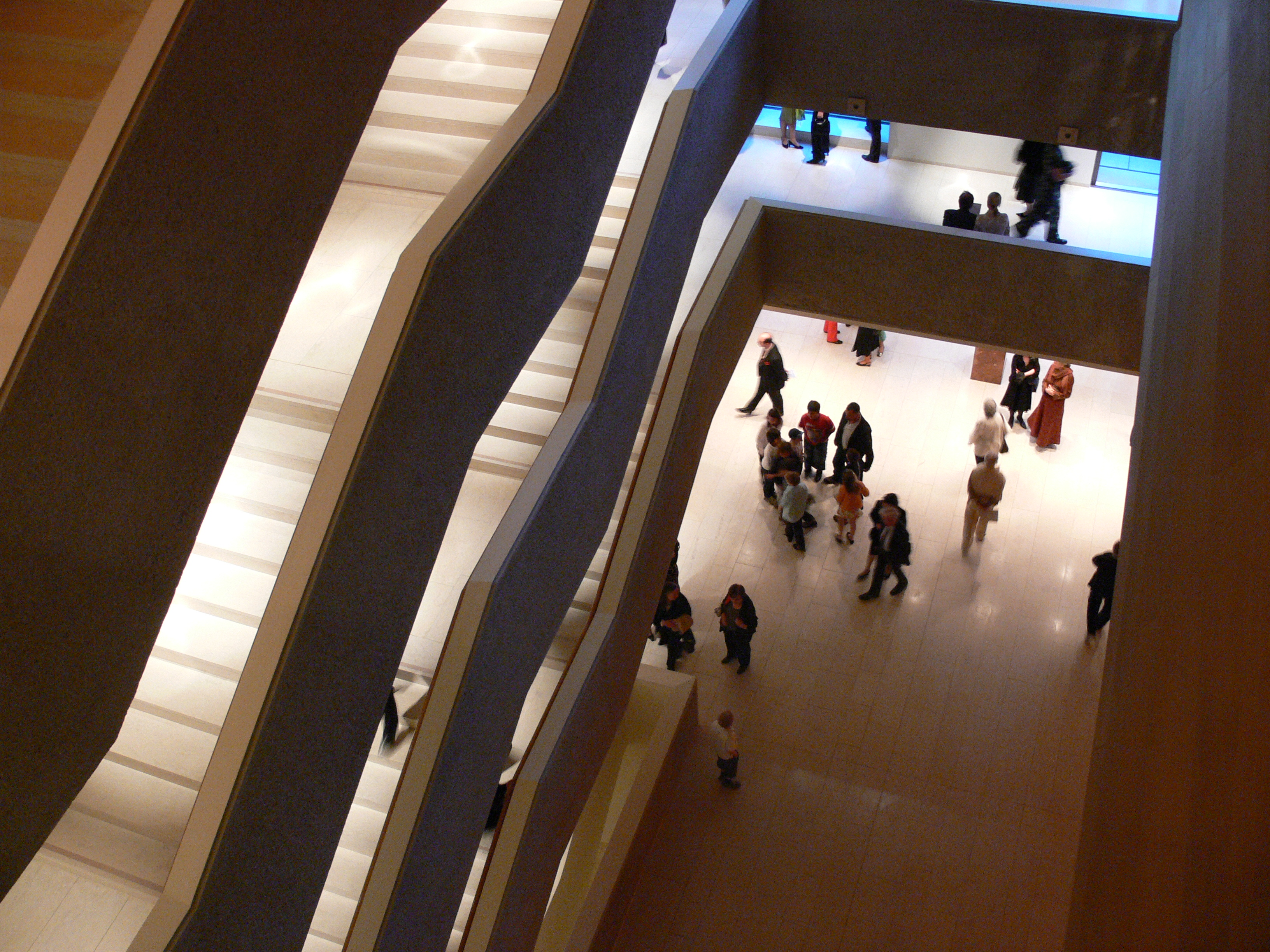
Salzburger Festspiele, Haus für Mozart, Treppenhaus

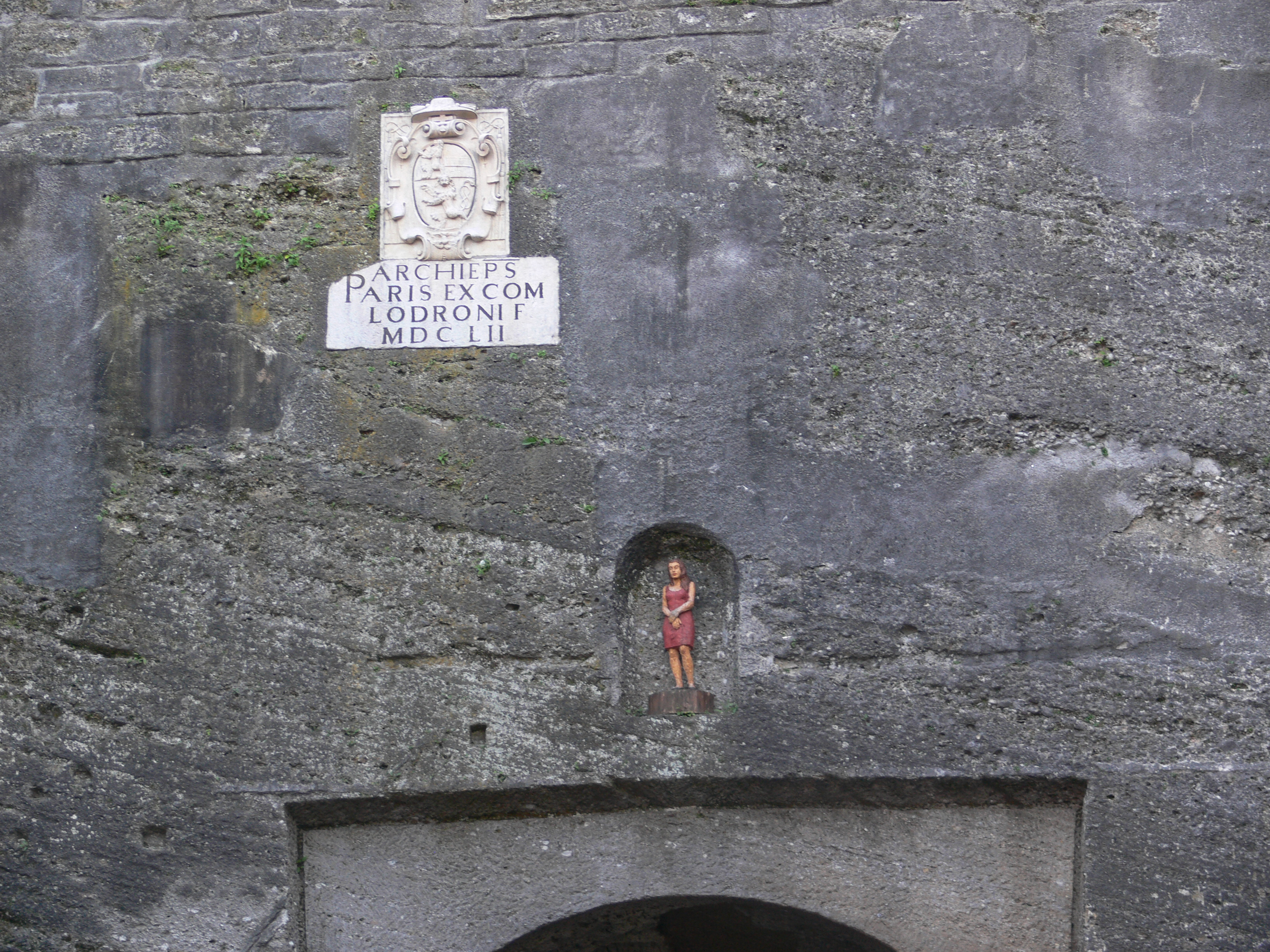
Toscanini-Hof: oben das Wappen von Erzbischof Paris Lodron, darunter die Frau im Fels von Stephan Balkenhol

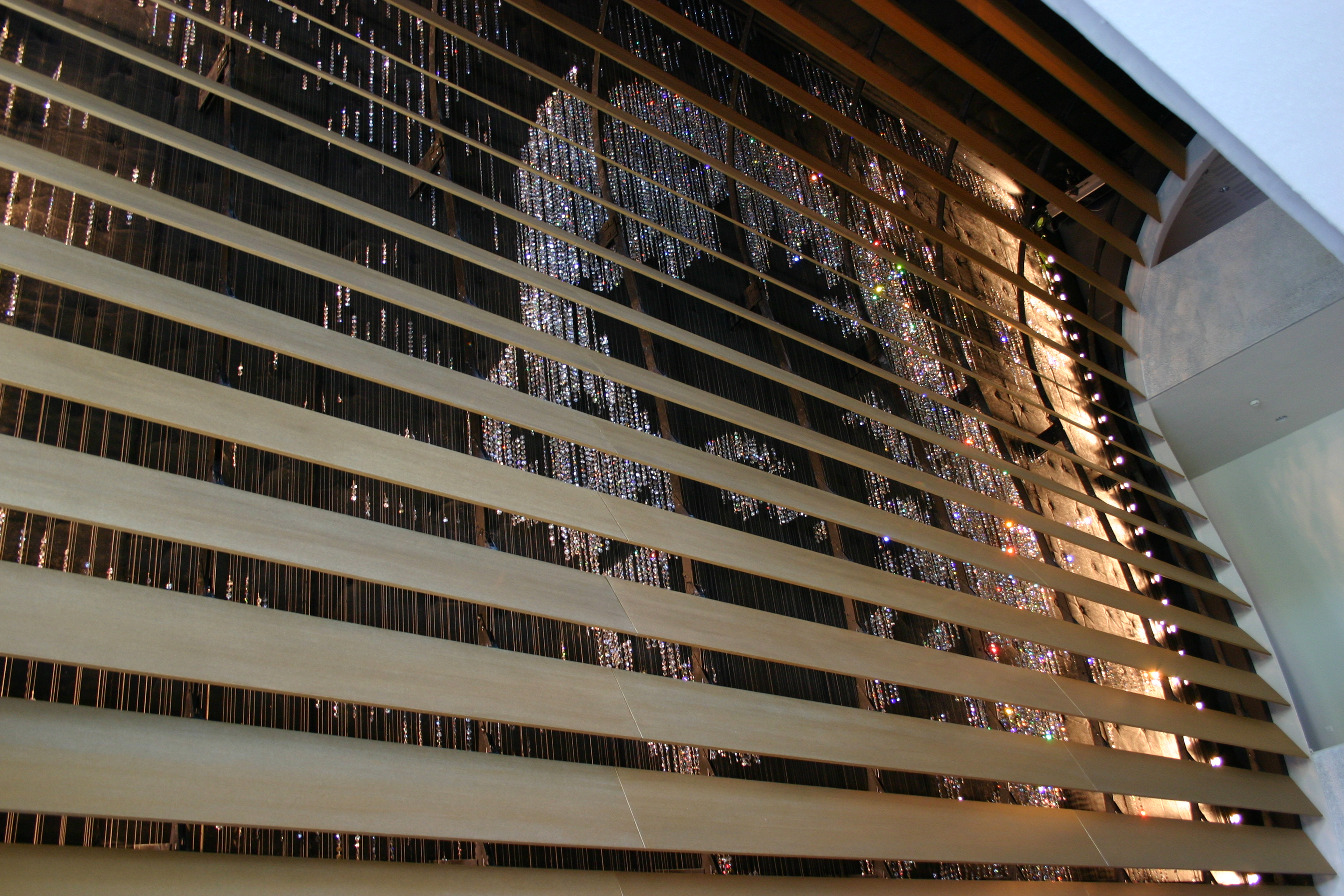
Haus für Mozart, die „Goldene Wand“, die den Kopf Mozarts darstellt

Unter dem Direktorium Mortier/Landesmann/Stein wurden viele Initiativen zur Öffnung der Festspiele gesetzt: So wurde das avantgardistische Zeitfluss-Festival unter der Leitung von Markus Hinterhäuser und Tomas Zierhofer-Kin ins Leben gerufen, die Perner-Insel Hallein für Schauspielproduktionen erschlossen und Abos für Jugendliche eingeführt.
1994 wurden die Salzburger Festspiel-Dialoge von Michael Fischer begründet und sind seither ständiger werkbezogener Begleiter. Besonders die Opern-Neuinszenierungen während jeden Sommers bilden das Zentrum der Gespräche, die von den „Freunden der Salzburger Festspiele“ veranstaltet werden.
1998 wurde die Reihe „Dichter zu Gast“ ins Leben gerufen. Als erste „Künstlerin in residence“ stellte sich Elfriede Jelinek zum Auftakt der Reihe vor. Ihr folgten Hans Magnus Enzensberger (1999), Christoph Ransmayr (2000), Imre Kertész, Péter Nádas und Péter Esterházy (2001), Robert Gernhardt (2002), Christa Wolf (2003), Tankred Dorst (2004), António Lobo Antunes, John M. Coetzee und Elfriede Jelinek (2005), Jeffrey Eugenides und Richard Ford (2007), Dimitré Dinev und Orhan Pamuk (2008), Daniel Kehlmann (2009), Claudio Magris (2010). 2006 wurden in dieser Reihe unter dem Titel „Magazin des Glücks“ elf Gäste eingeladen.
Jürgen Flimm führte das Young Directors Project 2002 ein. Jungen, internationalen Künstlern sollte die Möglichkeit gegeben werden, ihre Regiearbeiten bei den Salzburger Festspielen zu zeigen. Das Young Directors Project feierte 2011 sein 10-jähriges Jubiläum. Jedes Jahr wird dem besten Ensemble der mit 10.000 Euro dotierte Montblanc Young Directors Award verliehen. 
2007 wurde Youth! Arts! Science! für jährlich 100 Studenten der Naturwissenschaften, Musik und Kunst zwischen 20 und 29 Jahren ins Leben gerufen. Die Teilnehmer begleiten eine Woche lang die jährliche „Kontinent“-Reihe und finden Gemeinsamkeiten von Kreativität und Innovation in Musik, Kunst und Wissenschaft. Workshops, Vorträge und Aufführungen sollen die jungen Menschen dazu anregen, sich mit zeitgenössischer Musik auseinanderzusetzen und sich auf Neues einzulassen.
Mit dem Young Singers Project haben die Salzburger Festspiele 2008 eine Plattform zur Förderung des sängerischen Nachwuchses geschaffen. Bei internationalen Vorsingen werden junge Sänger ausgewählt, um im Rahmen des Stipendiums in Salzburg mit Festspielkünstlern zu arbeiten. Der Unterricht umfasst auch szenische Proben, Bewegungsunterricht, Sprachcoaching und die Erweiterung des Repertoires. Vier Meisterklassen, geleitet von bedeutenden Festspielkünstlern, sind öffentlich. In einem Abschlusskonzert im Mozarteum stellen sich die jungen Sänger dem Publikum vor.
2008 wurde auch der Salzburger Festspiele Kinderchor gegründet. Die musikalische Arbeit mit namhaften Dirigenten und Orchestern wird begleitet von Probenbesuchen, Künstlerbegegnungen und Einblicke in das Festspielleben. 2010 fusionierten der Festspielchor und der Kinderchor des Salzburger Landestheaters. Die Mitglieder sind zwischen acht und 16 Jahre alt und stammen auch Österreich und Deutschland mit insgesamt 90 Mitgliedern.
2010 wurde erstmals ein Dirigentenwettbewerb ausgerichtet, zunächst als „Nestlé and Salzburg Festival Young Conductors Award“, ab 2021 als Herbert von Karajan Young Conductors Award. Den mit € 15.000 dotierten Preis erhält der Gewinner aus dem Wettbewerb. 

## Institution

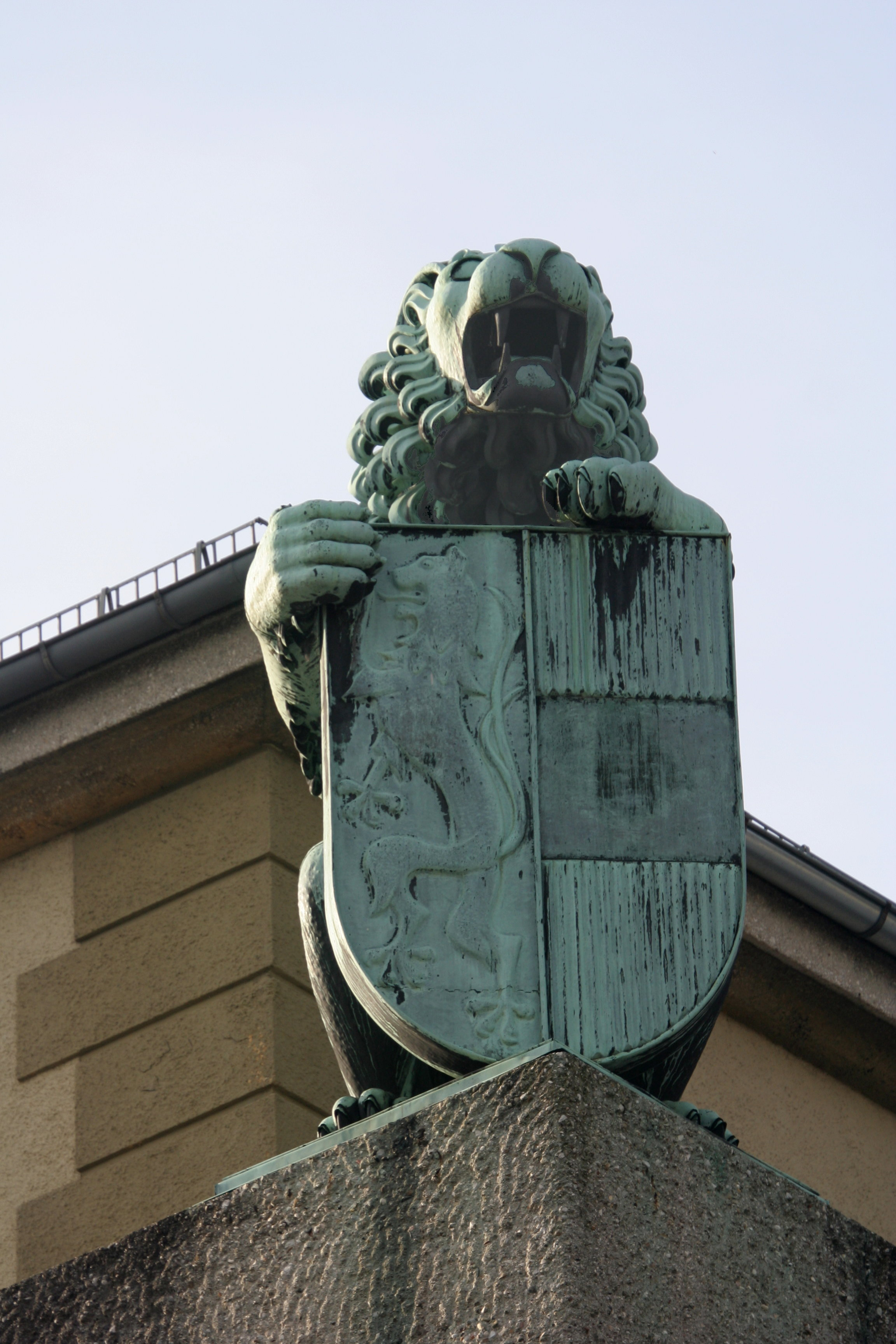
Der Festspielhauslöwe auf dem Haus für Mozart symbolisiert das Land Salzburg, einen der Geldgeber der Salzburger Festspiele

1950 wurde als Rechtsträger der Salzburger Festspielfonds gegründet. Die Republik Österreich, das Land Salzburg und die Stadt Salzburg sowie der Salzburger Fremdenverkehrsförderungsfonds tragen seitdem gemeinschaftlich die finanzielle Verantwortung und schließen die Deckungslücke im Budget.
Die Organe des Festspielfonds sind die Delegiertenversammlung, das Kuratorium und das Direktorium, welches derzeit (Stand: 2023) von der Präsidentin der Festspiele Kristina Hammer und dem Intendanten Markus Hinterhäuser gebildet wird.
Die Hauptgeldgeber der Salzburger Festspiele sind Land und Stadt Salzburg sowie die Republik Österreich. Seit der Änderung der Steuergesetze (Kultursponsoring ist seit den 1990er Jahren in Österreich steuerlich absetzbar) konnten namhafte Unternehmen und private Sponsoren gewonnen werden, die einen wesentlichen Beitrag zum Gesamtbudget beitragen. Außerdem besteht ein Verein der Freunde der Salzburger Festspiele, deren Mitglieder als Förderer der Festspiele zumindest 1.000 Euro Jahresbeitrag leisten. Sponsoren und Förderer erhalten keinen Rabatt auf die Eintrittskarten, werden aber bei der Kartenzuteilung bevorzugt. Je höher der Förderbeitrag, umso höher die Bevorzugung. Dieses Kartenzuteilungs-System wurde von den Bayreuther Festspielen übernommen.
Die von den Salzburger Festspielen ausgehenden direkten Wirkungen von insgesamt 112 Millionen Euro, die sich aus den nachfragewirksamen Ausgaben des Festspielbetriebs selbst und der Ausgaben der Festspielbesucher zusammensetzen, führen im Sinne der Umwegrentabilität zu weiteren, indirekten Wirkungen von etwa 113 Millionen Euro, die in zahlreichen vorgelagerten Branchen des Dienstleistungs- und Produktionssektors der regionalen bzw. österreichischen Wirtschaft ausgelöst werden.
Alleine aus den direkten Wirkungen des von den auswärtigen Festspielbesuchern ausgelösten Umsatzvolumens lässt sich für Salzburg ein Beschäftigungseffekt von rund 1.300 Arbeitsplätzen, die überwiegend den Bereichen Tourismus und Handel zuzuordnen sind, errechnen. Unter Einbeziehung der indirekten Wirkungen lösen die Salzburger Festspiele insgesamt einen Beschäftigungseffekt von österreichweit etwa 2.800 bis 3.000 Ganzjahresarbeitsplätzen aus.
Die aus der festspielinduzierten Wertschöpfung resultierenden steuerlichen Wirkungen (Rückflusseffekte) lassen sich auf etwa 28 bis 30 Millionen Euro schätzen, die den Gebietskörperschaften als zusätzliche Einnahmen, v. a. in Form der Umsatzsteuer und der Lohn- bzw. Einkommensteuer zufließen. Darin ist die Abgabenleistung der Salzburger Festspiele selbst, die sich 2006 auf rund 7,6 Millionen Euro (ohne Sozialversicherungsbeiträge von 5,3 Millionen Euro) beläuft, noch nicht enthalten. Die Subventionen der öffentlichen Hand betrugen demgegenüber nur 13 Millionen Euro.

## Leitung
| Intendanten - Gerard Mortier (1992–2001) - Peter Ruzicka (2002–2006) - Jürgen Flimm (2007–2010) - Markus Hinterhäuser (2011) - Alexander Pereira (2012–2014) - Sven-Eric Bechtolf (2015–2016) - Markus Hinterhäuser (ab Oktober 2016) |  | Schauspieldirektoren - Ernst Haeusserman (1961–1984) - Otto Schenk (1986–1988) - Peter Stein (1992–1997) - Ivan Nagel (1998) - Frank Baumbauer (1999–2001) - Jürgen Flimm (2001–2004) - Martin Kušej (2005–2006) - Thomas Oberender (2006–2011) - Sven-Eric Bechtolf (2012–2016) - Bettina Hering (ab Oktober 2016 – 2023) - Marina Dawydowa (ab Oktober 2023) |  | Konzertchefs - Hans Landesmann (1989–2001) - Markus Hinterhäuser (2007–2011) - Florian Wiegand (seit 2012) |

## Präsidenten

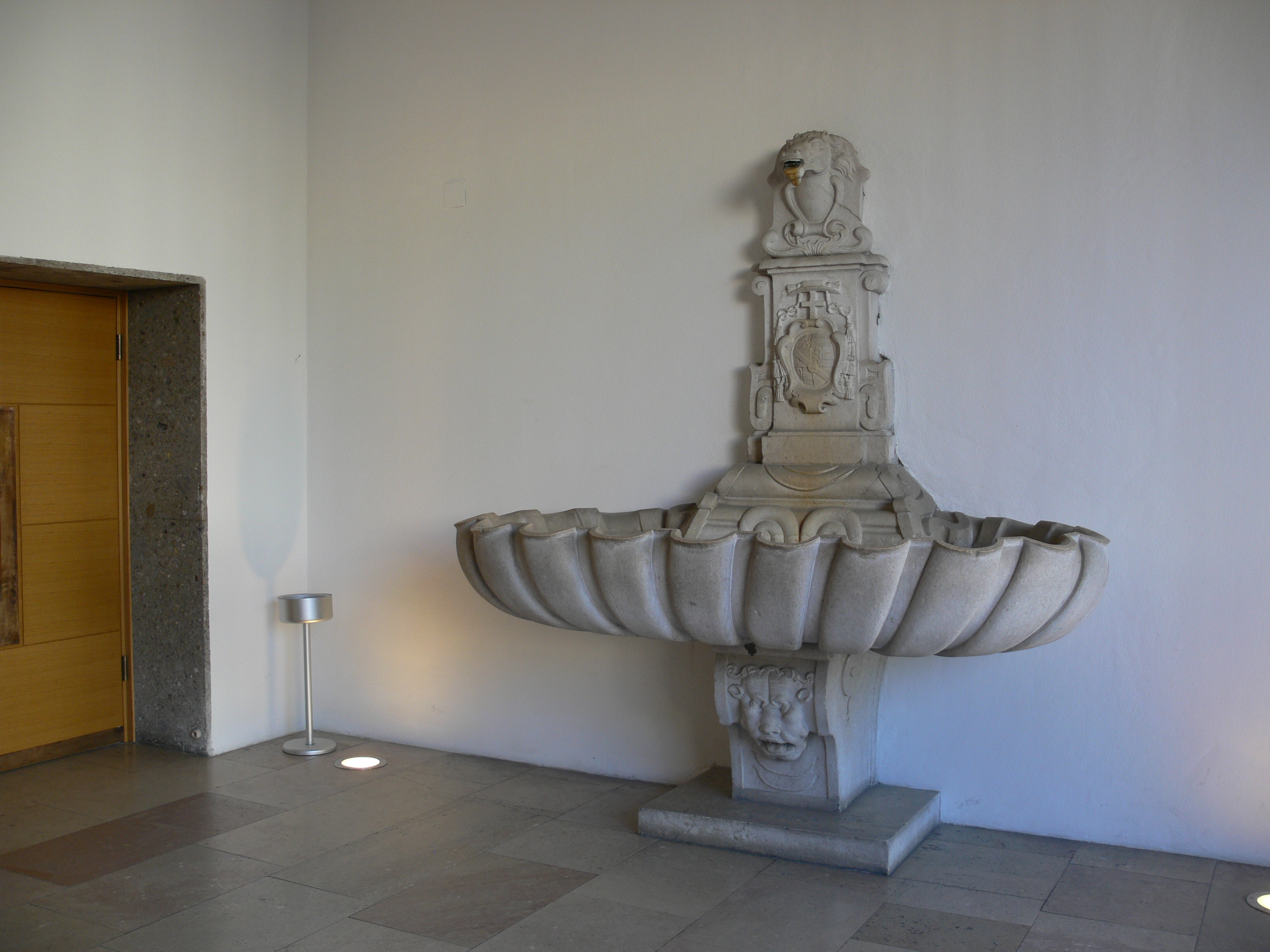
Brunnen im gemeinsamen Eingang von Felsenreitschule und Haus für Mozart mit dem Wappen von Erzbischof von Thun

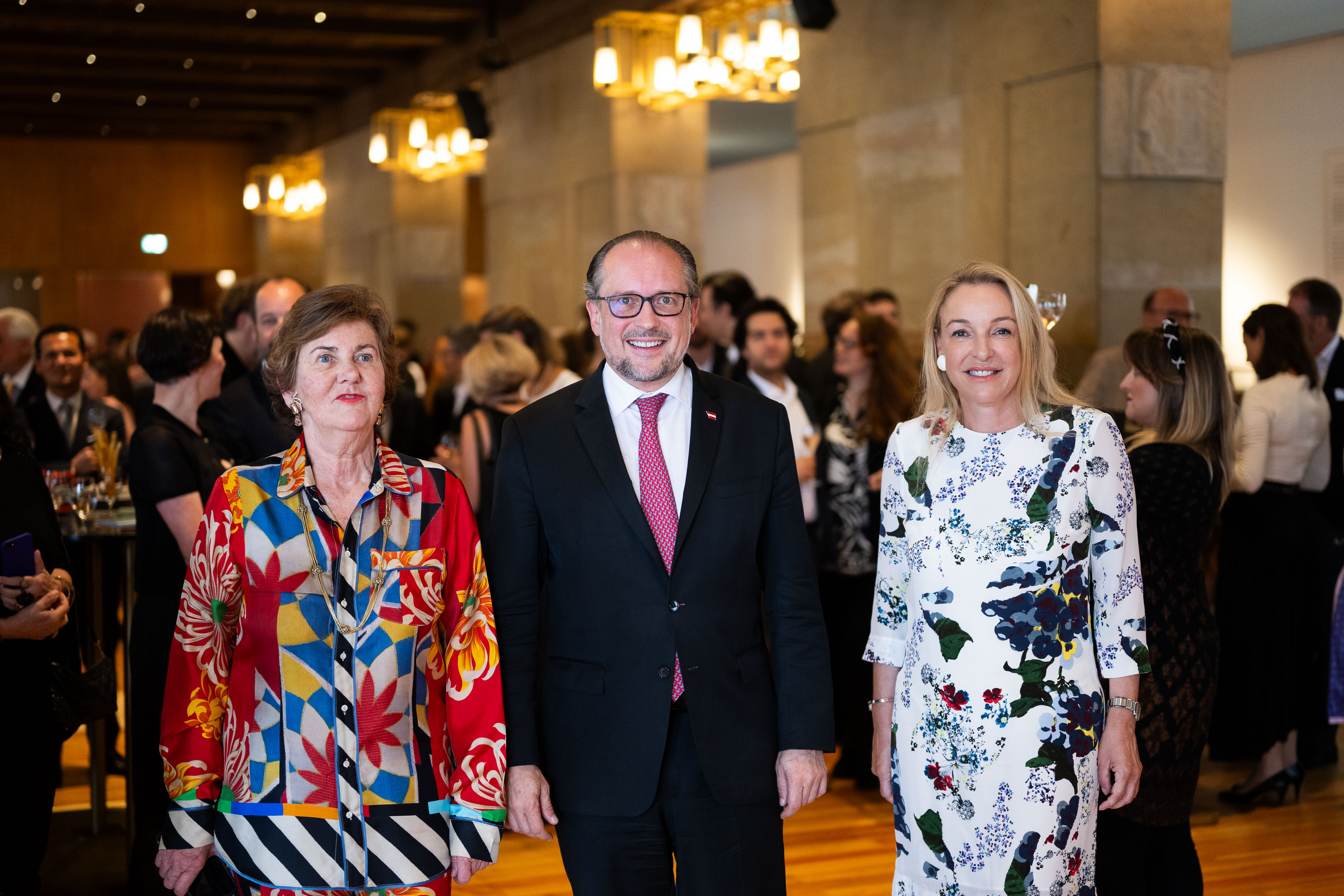
Helga Rabl-Stadler, Alexander Schallenberg und Kristina Hammer (2023)

| - Alexander Prinz Thurn und Taxis (1920–1922) - Richard Strauss (1922–1924) - Richard Hildmann (1924–1926) - Heinrich Freiherr von Puthon (1926–1938, 1945–1960) - Bernhard Paumgartner (1960–1971) |  | - Josef Kaut (1971–1982) - Albert Moser (1983–1989) - Heinrich Wiesmüller (1989–1994) - Helga Rabl-Stadler (1995–2021) - Kristina Hammer (ab 2022) |

## Künstler, Symbole und Feste

### Künstler

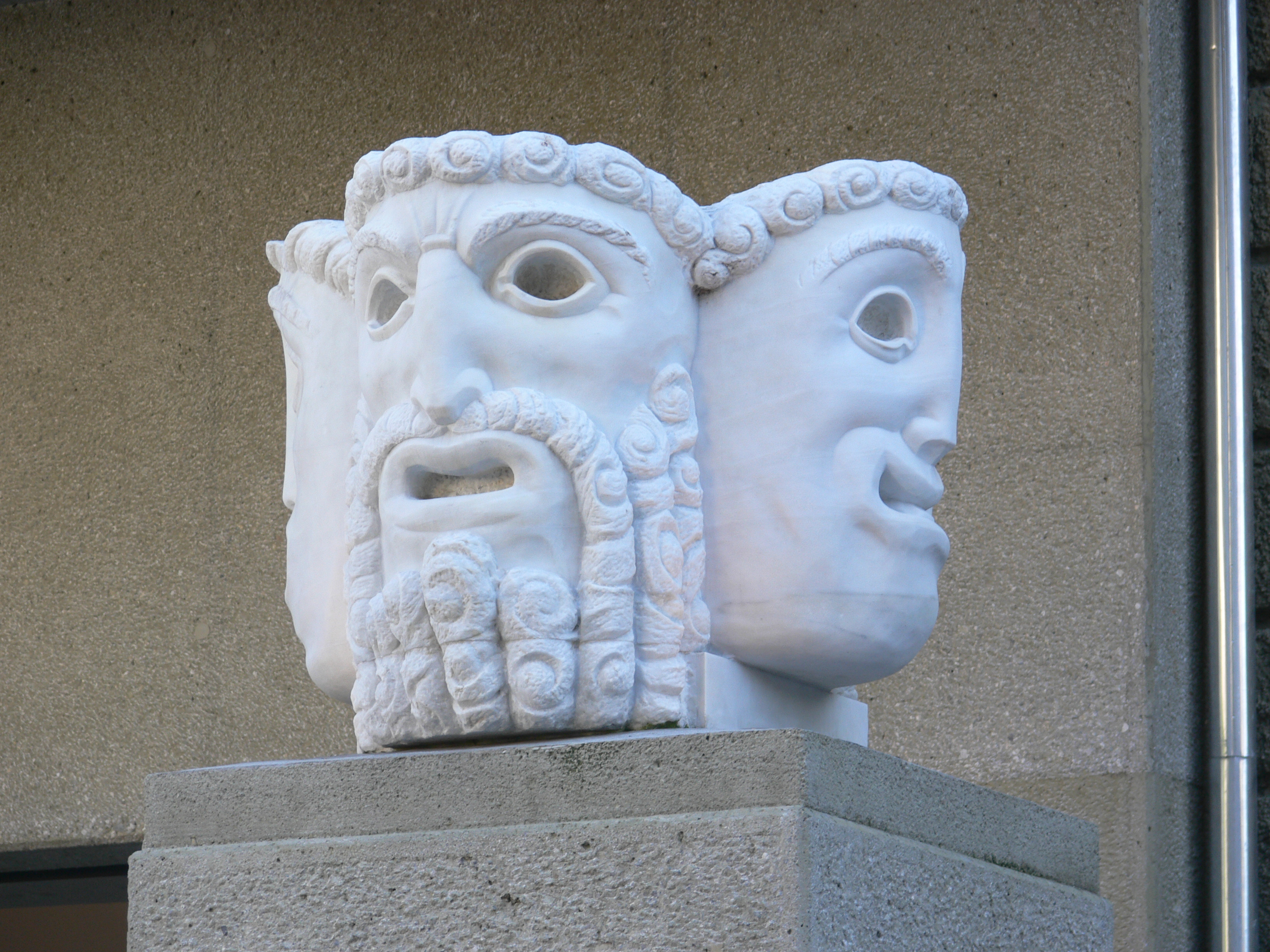
Masken vor dem Haus für Mozart als Symbol für die Wandelbarkeit von Kunst und Künstlern (die Masken sind nicht das Signet/Festspiellogo)

Max Reinhardt statuierte in seinem Manifest „Die Salzburger Festspiele“, dass beides, nämlich Oper und Schauspiel, die wesentlichen Säulen der Festspiele seien „und von beiden das Höchste“. Auch die eingeladenen Künstler sind von Weltrang.
Die Wiener Philharmoniker sind von Beginn an das wichtigste Orchester der Salzburger Festspiele. Sie spielten 1925 bei der ersten Radioübertragung unter Dirigent Karl Muck W. A. Mozarts Don Juan. Neben dem eigenen „Wiener Philharmoniker“-Zyklus (seit 1946) bestreiten sie traditionell das Eröffnungskonzert am ersten Abend der Salzburger Festspiele. Das Orchester wirkt an vier bis fünf Opernproduktionen jährlich mit.
In Zusammenarbeit mit dem Sommerfestival pflegen die Wiener Philharmoniker die Nachwuchsförderung: Die Musikcamps für Kinder und Jugendliche, das Blasmusikkonzert mit jungen Talenten aus Salzburg und jährlich einem anderen Landesblasmusikverband sowie die Angelika-Prokopp-Sommerakademie der Wiener Philharmoniker bereichern das Festspielgeschehen im Rahmen der Jugendarbeit.

### Festspiel-Symbole
Auf dem Festspielplakat des Jahres 1928 erschien erstmals das Motiv des bis heute verwendeten Signets der Festspiele. Die Grafikerin Poldi Woytek hatte den Wettbewerb hierzu gewonnen.
Seit 1936 besitzen die Festspiele auch eine Festspiel-Fanfare (komponiert von Joseph Messner), die bei Rundfunkübertragungen von den Salzburger Festspielen auch als Erkennungsmelodie eingesetzt wird.

### Festspieleröffnung und Abschluss
Die Eröffnung der Salzburger Festspiele erfolgt traditionell durch den Bundespräsidenten, seit 1964 werden prominente Intellektuelle als Festredner eingeladen. Diese Tradition wurde 2005 und 2006 unterbrochen, als die neue Salzburger Landeshauptfrau Gabi Burgstaller sich gegen einen Eröffnungsredner aussprach. 1980 fand erstmals das Fest zur Festspieleröffnung in der ganzen Stadt statt. Dieses wurde zuerst von der Salzburger Landesregierung organisiert, seit mehr als 10 Jahren sind die Salzburger Festspiele direkter Veranstalter des Festes.
Die ersten Festspielbälle wurden von Max Reinhardt in Schloss Leopoldskron gefeiert. Die letzten im Kavalierhaus Kleßheim. Diese Tradition wurde 2012 von Intendant Alexander Pereira wiederbelebt, mit einem Ball zum Abschluss der Festspiele, der ein Galadiner in der Neuen Residenz mit anschließendem Konzert und Tanz in der Felsenreitschule umfasst. Unterschiede zum Wiener Opernball sind gewollt, so wird die Eröffnungszeremonie des Balls durch Paare in Tracht getanzt. Auch unterscheidet sich der Festspielball in der Anzahl der Gäste (ca. 1000, in Wien bis zu 12.000) und in der Preisgestaltung.

## Festspieldokumente

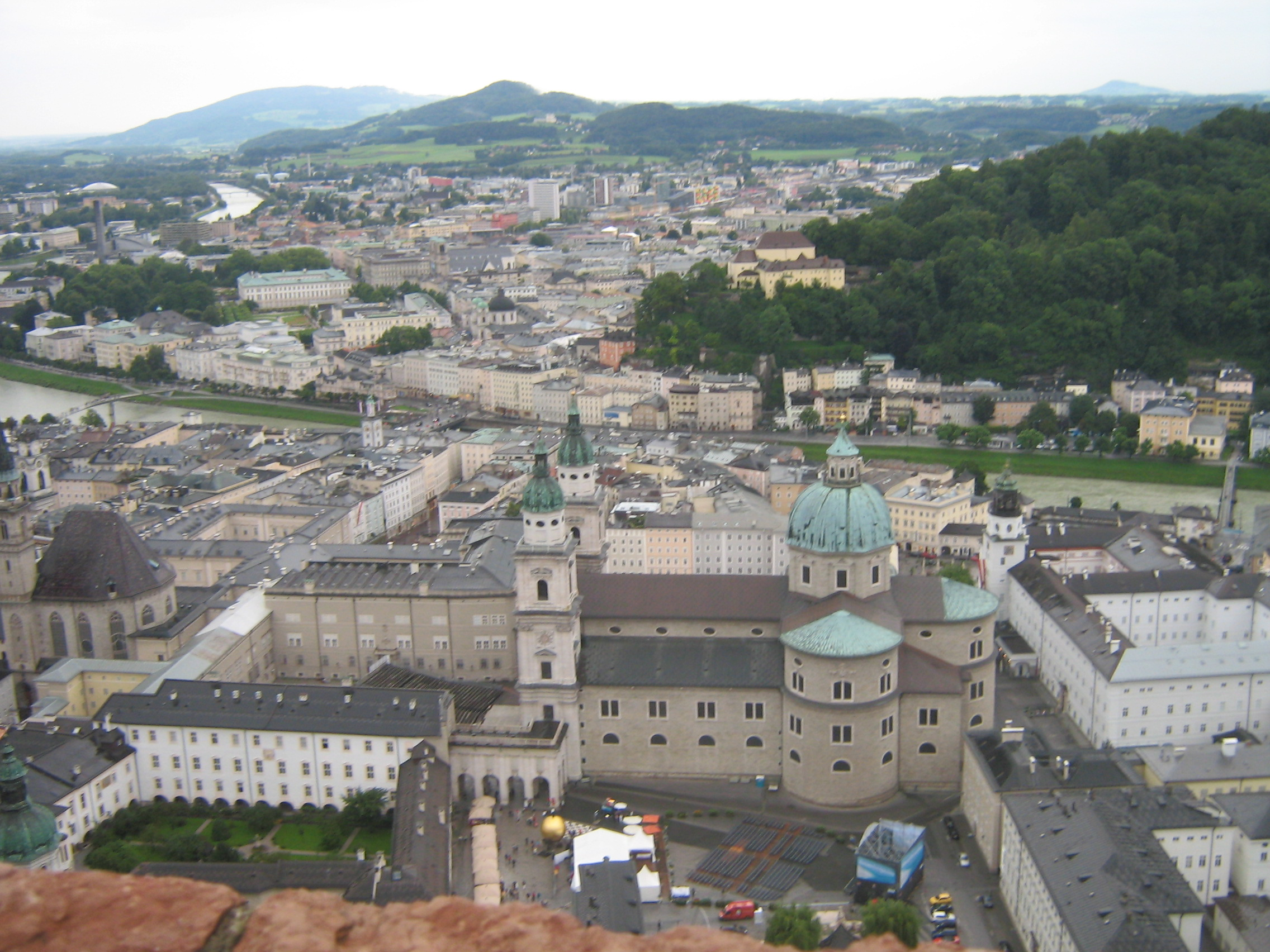
Salzburg zur Festspielzeit / Blick von der Festung: Im Vordergrund der Kapitelplatz mit der Sphera (Goldene Kugel) und dem Aufbau für die Siemens-Festspielnächte (Blaues Zelt mit Sitzplätzen davor). Links vor dem Dom der Domplatz mit der Jedermann-Tribüne

Seit 1952 werden CDs und DVDs unter der Bezeichnung „Festspieldokumente“ veröffentlicht.